# エンリコ・フェルミ炉
エンリコ・フェルミ炉（エンリコフェルミろ）またはエンリコ・フェルミ高速増殖炉（エンリコフェルミぞうしょくろ、英語：Enrico Fermi Fast Breeder Reactor）は、アメリカ合衆国ミシガン州デトロイト郊外モンロー郡フレンチタウンにあるエンリコ・フェルミ原子力発電所 (en:Enrico Fermi Nuclear Generating Station) 内にあった高速増殖炉試験炉である。

## 建設から商業運転開始まで
建設開始は1956年、1963年8月23日に臨界に達し、DTEエナジーにより「フェルミ1 (Fermi 1)」として1966年8月7日に商業運転が開始された。

## 事故
1966年10月5日に炉心溶融を起こした。事故の原因は、炉内の流路に張り付けた耐熱板が剥がれて冷却材の流路を閉塞したためである。
原子炉の炉心溶融事故が実際に発生した最初の例とされているが、制御棒がただちに挿入されたことによって大事には至らず、放射性物質の大気放出も無かった。
その後、蒸気発生器では伝熱管破損および溶接不良によるトラブルが発生していたことがわかった。

## 商業運転再開から廃炉まで
その後設備を改修して1970年には商業運転を再開したものの、1972年11月29日に閉鎖され、2032年までの予定で廃炉作業が行われている。

## 備考
後に炉心融解事故について書かれたドキュメンタリーのタイトルは、『我々はデトロイトを失うところであった』（We almost lost Detroit（英語版）、日本語翻訳版『原子炉災害 : ドキュメント』）である。